# Kuhikugu

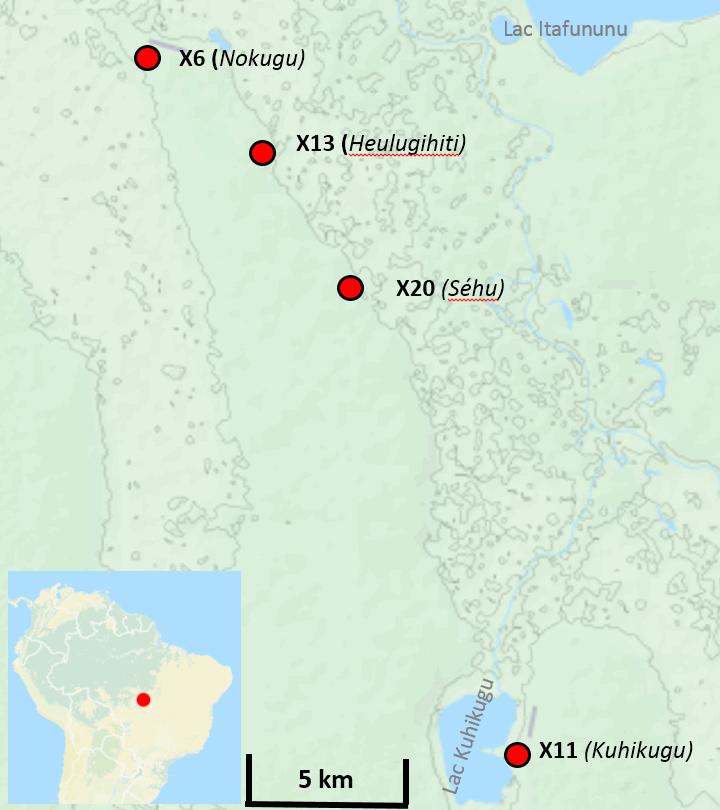
Ein Ausschnitt der Kuhikugu-Region mit einigen Fundstätten

Kuhikugu ist eine archäologische Stätte in Brasilien, am Oberlauf des Rio Xingu im Amazonas-Regenwald. Das Gebiet um Kuhikugu liegt heute in einem Teil des Nationalparks Parque Indígena do Xingu. Kuhikugu wurde zuerst vom Anthropologen Michael Heckenberger entdeckt, der mit den lokalen Kuikuro-Indigenen zusammenarbeitete, die die wahrscheinlichen Nachkommen der ursprünglichen Einwohner von Kuhikugu sind.

## Archäologischer Komplex und Geschichte
Im weitesten Sinne bezieht sich der Name auf einen archäologischen Komplex mit zwanzig Städten und Dörfern, die sich über ein Gebiet von 20.000 km² verteilen und in dem einst etwa 50.000 Menschen gelebt haben mögen. Kuhikugu wurde wahrscheinlich von einem Zeitraum von vor etwa 1.500 Jahren bis vor 400 Jahren bewohnt, als die dort lebenden Menschen wahrscheinlich durch Krankheiten getötet wurden, die von Europäern mitgebracht wurden. Obwohl die Europäer es wahrscheinlich nicht direkt auf die Einwohner von Kuhikugu übertragen haben, haben sie Krankheiten direkt auf Handelspartner aus anderen Gebieten übertragen. Als die Europäer dieses Gebiet erreichten, bröckelte die Zivilisation bereits. Frühe Konquistadoren, die dieses Gebiet erkundeten, sahen wahrscheinlich die letzten Momente dieser Städte, und ihre Aufzeichnungen geben Aufschluss darüber, wie diese Orte ausgesehen haben. Und als die Europäer einige Zeit später zurückkehrten, waren die Städte und Dörfer bereits vom Regenwald verschlungen. Die Ureinwohner lebten jetzt in Stämmen abseits der Ruinen, und die Erinnerung an diese Zivilisation wurde durch mündliche Überlieferungen weitergegeben.
Was die Menschen, die Kuhikugu bewohnt hätten, von anderen südamerikanischen Zivilisationen unterscheidet, sind ihre horizontalen Monumente. Im Gegensatz zu Azteken oder Maya, die Pyramiden bauen, bauten diese Menschen lange Monumente auf dem Boden für ihre Götter. Vermutlich liegt das daran, dass es unmöglich wäre, eine große Pyramide in einem Regenwald zu unterhalten, und sie würde von den umliegenden Bäumen in den Schatten gestellt. Die Technik war ausgereift genug für Brücken, die zu Verteidigungszwecken große Abschnitte von Flüssen und Gräben überquerten. Darüber hinaus weist die das Gebiet umgebende schwarze Erde auf eine großflächige landwirtschaftliche Aktivität hin.

## Siedlung X11
Im strengeren Sinn bezeichnet Kuhikugu die Siedlung X11, die sich in der Nähe von Porto dos Meinacos am Ostufer des Kuhikugu-Sees (heute Lagoa Dourada) befindet. Dort wie auch an anderen ehemaligen Siedlungen des Kuhikugu-Komplexes zeigen Satellitenbilder, dass sich der Wald auch heute noch von umliegenden unberührten Gebieten unterscheidet, und die bodengebundene Erkundung zeigt, dass dies eine Wirkung des Anthrosols (vgl. Terra preta) ist, bei den Kuikuro bekannt als Egepe. Direkt nördlich von X11 befindet sich ein Kuikuro-Dorf, dessen geringe Größe einen interessanten Vergleich mit der großen Egepe-Fläche bietet, die auf die Größe der prähistorische Siedlung hinweist.
Um einige der Gemeinden in Kuhikugu wurden große Verteidigungsgräben und Palisaden gebaut. In einigen Städten gab es auch große Plätze, einige rund 150 m groß. Viele der Gemeinden in Kuhikugu waren mit Straßen verbunden, die einige Flüsse entlang ihrer Wege überquerten, und mit Kanukanälen, die entlang einiger Straßen verliefen. Die Standorte X35 und X34 sind bedeutende Gemeinden, die durch zwei dieser Straßen verbunden sind. Standort X11 hat insgesamt vier Vororte, die über einen Fluss oder eine Straße verbunden sind, die alle eine ständige Beziehung zueinander zu haben schienen. Maniok-Felder könnten um die Gemeinden in Kuhikugu herum existiert haben, was darauf hindeutet, dass die Menschen dort Bauern waren. Dämme und Teiche, die anscheinend in der Gegend gebaut wurden, deuten auch darauf hin, dass die Einwohner von Kuhikugu möglicherweise Fischzucht betrieben, was noch heute von einigen ihrer Kuikuro-Nachkommen praktiziert wird.

## Die versunkene Stadt Z
Es besteht die Möglichkeit, dass Legenden über Kuhikugu den britischen Entdecker Lieutenant Colonel Percy Fawcett dazu veranlasst haben, nach der versunkenen Stadt Z zu suchen. Fawcett behauptete, bei seinen Feldarbeiten im Amazonasgebiet eine große Anzahl von Keramikscherben entdeckt zu haben, und die Kuhikugu-Stätten hätten möglicherweise auch eine große Menge Keramik an der Oberfläche liegen. Es gibt über 20 Orte in Kuhikugu, von denen jeder über 5.000 Menschen hätte ernähren können, und die ausgeklügelte Stadtplanung und die verbliebenen Strukturen könnten das gewesen sein, wonach Fawcett gesucht hat. Alle Stätten hatten ein ähnliches Layout, was bedeutet, dass jede der Stätten in Kuhikugu  Fawcett beeinflusst haben könnte, nach seiner verlorenen Stadt zu suchen.